# 銅鑼灣 (沙田)

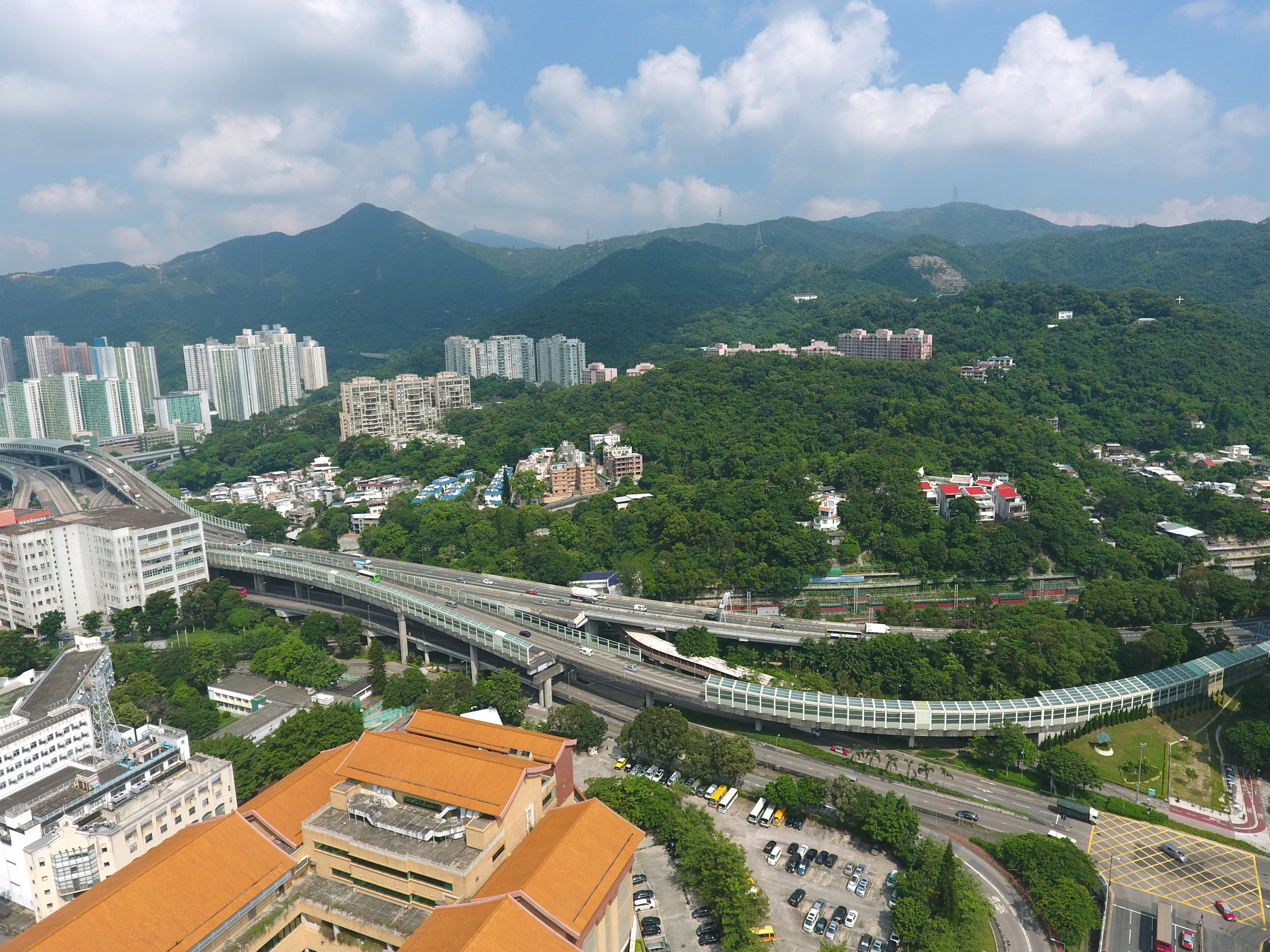
銅鑼灣 (2016年)

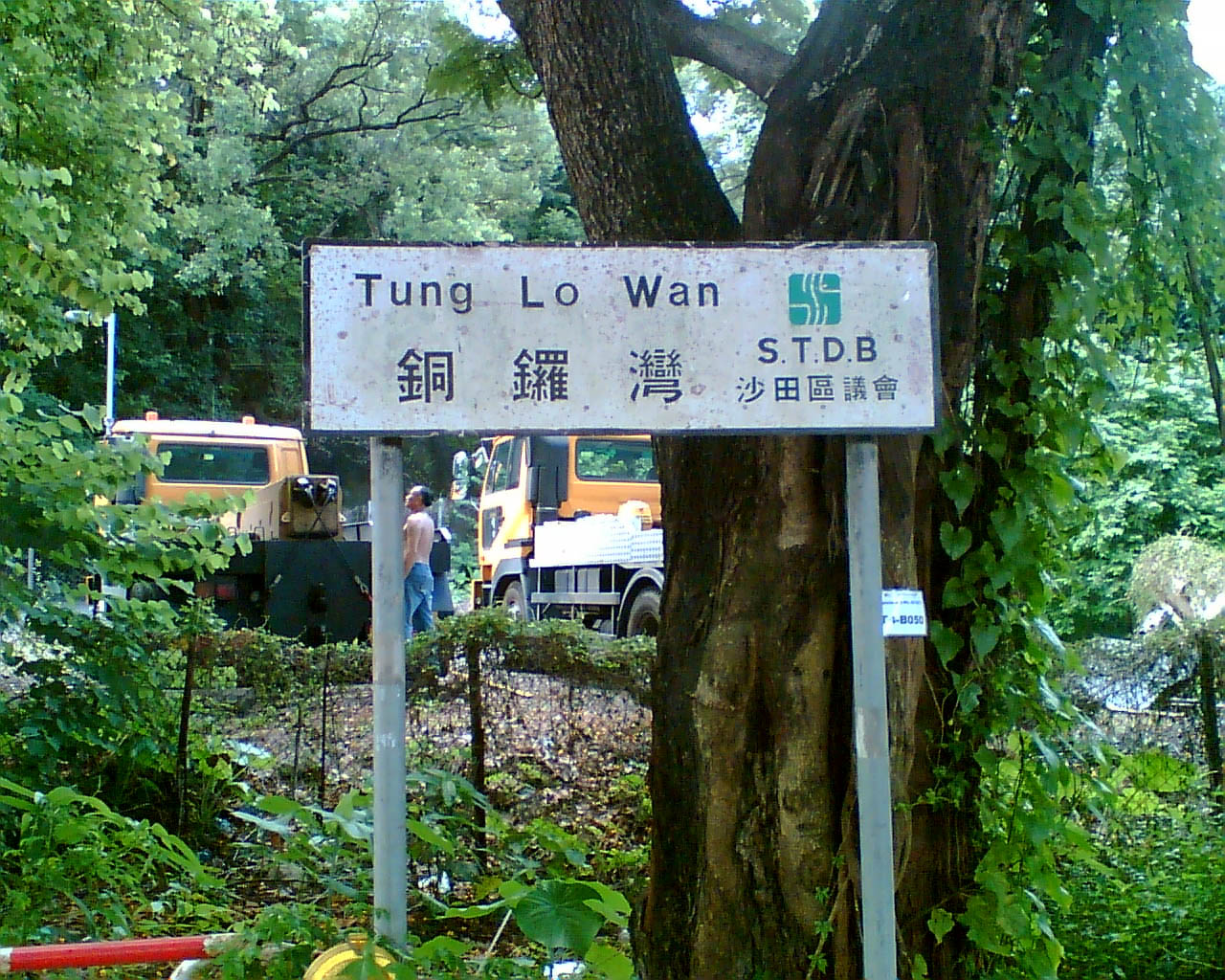
銅鑼灣路牌

銅鑼灣（Tung Lo Wan）是位於香港沙田的松嶺路和銅鑼灣山道交界。

## 歷史
銅鑼灣村有邱、何、陳、李、黃、謝等姓村民，其中以邱姓最早到來以及人丁最多。邱氏原為客籍，於300年前由廣東惠州南來定居，先是聚居於西貢井欄樹一帶，務農維生，其太公邱基因耕地不足，於清朝道光十五年領子孫到「担桿莆」（今希爾頓中心附近）定居。至19世紀末，香港政府興建九廣鐵路，該村所處位置正在計劃路軌之上，故需向後遷村，因而搬到現址。遷址後，村民以其地形似銅鑼，故命為「銅鑼場」，當時的華民政務司認為「場」字不似住宅區的名字，故易名為「銅鑼灣」。
而「銅鑼灣」亦因有較豐富的石英礦產，曾出現過小規模開採。

## 鄰近建築

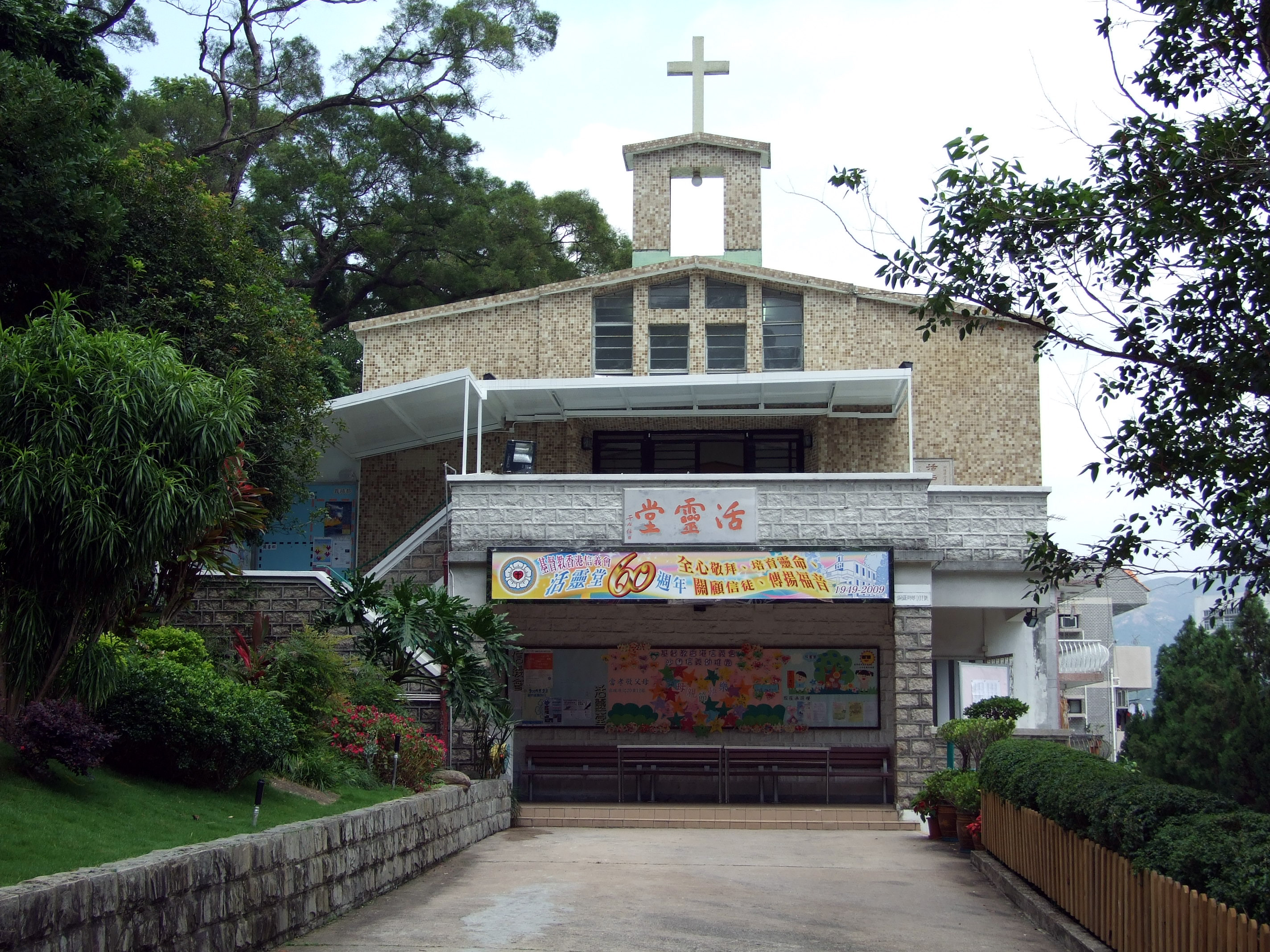
基督教香港信義會活靈堂

- 基督教香港信義會沙田信義幼稚園
- 基督教香港信義會活靈堂
- 銅鑼灣村
- 玉山艸堂（李炳家族墓地）